# JJ Cale
J.J. Cale vagy JJ Cale, John Weldon Cale (Oklahoma City, Oklahoma, 1938. december 5. – La Jolla, Kalifornia, 2013. július 26.) amerikai énekes, dalszerző és zenész. Halk, diszkrét énekstílusa mellett country-alapú, „légies” gitárstílusa is hatott a kortárs zenészekre (főként Mark Knopflerre). Több dalát Eric Clapton vitte világsikerre („After Midnight”, „Cocaine” stb.) és maga is szerepelt Clapton egyes lemezein.

## Neve
Nevét a lemezein John Cale-től való megkülönböztetés érdekében mindig rövidítéssel használta.

## Diszkográfiája

### Stúdióalbumok
- Naturally (1972)
- Really (1973)
- Okie (1974)
- Troubadour (1976)
- 5 (1979)
- Shades (1981)
- Grasshopper (1982)
- #8 (1983)
- Travel-Log (1989)
- Number 10 (1992)
- Closer to You (1994)
- Guitar Man (1996)
- To Tulsa and Back (2004)
- Roll On (2009)

### Együttműködések
- The Road to Escondido (2006) (Eric Claptonnal)

### Koncertalbumok
- Live (2001)

### Válogatások
- Special Edition (1984)
- Anyway the Wind Blows: The Anthology (1997)
- The Very Best of J.J. Cale (1998)
- Universal Masters Collection (2000)
- The Definitive Collection (2006)
- Rewind: The Unreleased Recordings (2007)